# Inscutomonomma namaquanum
Inscutomonomma namaquanum is een keversoort uit de familie somberkevers (Zopheridae). De wetenschappelijke naam van de soort werd in 1958 gepubliceerd door Heinz Freude.